# Miloslav Kala
Miloslav Kala (ur. 3 sierpnia 1963 w Boskovicach) – czeski polityk, w latach 2002 - 2008 parlamentarzysta z ramienia ČSSD, w latach 2012 - 2013 wiceprezydent Najwyższego Urzędu Kontroli, a od 2013 prezes Najwyższego Urzędu Kontroli.

## Życiorys
Miloslav Kala jest absolwentem Wydziału Inżynierii Mechanicznej Uniwersytetu w Brnie. W latach 1988–1996 pracował na stanowisku inżyniera projektu i badań, managera rozwoju w firmie Adamova, a także w firmie Adast-systems jako dyrektor zarządzający i członek zarządu. W latach 1996–2000 był przedsiębiorcą oraz doradcą ekonomicznym i organizacyjnym. W latach 2000–2002 pełnił funkcję burmistrza Blansko, a do 2006 był członkiem rady miejskiej. W 2003 został wybrany na posła Izby Poselskiej, gdzie wchodził w skład komisji ds. immunitetu i mandatu poselskiego oraz komisji ds. ekonomicznych. Dodatkowo w latach 2003 - 2004 był członkiem Rady Infrastruktury Kolejowej, a w latach 2004–2007 członkiem organu doradczego Czeskiej Agencji Konsolidacji. 
W roku 2008 otrzymał nominację na stanowisko Wiceprezesa Najwyższego Urzędu Kontroli. W 2013 prezydent Miloš Zeman mianował go Prezesem Najwyższego Urzędu Kontroli. 
W 2019 roku został odznaczony Medalem Za Zasługi I stopnia. 
Jest żonaty. Ma córkę i dwóch synów. 